# Gigaspermales
Gigaspermales é uma ordem monotípica de musgos pertencente à subclasse Funariidae dos Bryophyta. A única família extante integrada na ordem é a família Gigaspermaceae, com 5 géneros e 7 espécies.